# CD Águila
Club Deportivo Águila, zkráceně CD Águila, je salvadorský fotbalový klub z města San Miguel. 

## Úspěchy
- Salvadorská liga (16): 1959, 1960–61, 1963–64, 1964, 1967–68, 1972, 1975–76, 1976–77, 1983, 1987–88, Apertura 1999, Apertura 2000, Clausura 2001, Clausura 2006, Clausura 2012, Clausura 2019
- Pohár mistrů CONCACAF (1): 1976